# Wielki Kościół
Wielki Kościół (słow. Veľký Kostol, niem. Große Kirche, węg. Nagy-Templom) – turnia o wysokości 2151 m n.p.m. znajdująca się w masywie Kościołów w słowackich Tatrach Wysokich. Leży w tzw. Zimnowodzkiej Grani, oprócz szczytu Pośredniej Grani jest najwybitniejszym jej wierzchołkiem. Od Ciemniastej Turni oddziela go Ciemniasta Przełęcz, natomiast od Małego Kościoła oddzielony jest Przełęczą między Kościołami. Pomiędzy Wielkim Kościołem a Ciemniastą Przełęczą znajdują się jeszcze:
- Wrótka przed Kaplicami,
- Mała Kaplica (Vežička Veľkého Kostola),
- Wrota między Kaplicami (Brána Veľkého Kostola),
- Wielka Kaplica (Veža Veľkého Kostola),
- Wrótka za Kaplicami (Vrátka Veľkého Kostola),
- Dzwonnica (Kopa Veľkého Kostola).

Przełęcz między Kościołami ma dwa siodła (Zadnią i Skrajną Przełęcz między Kościołami), pomiędzy którymi położona jest Kopka między Kościołami.
Na wierzchołek Wielkiego Kościoła nie prowadzą żadne znakowane szlaki turystyczne, mają na niego wstęp jedynie taternicy.
Wielki Kościół jest turnią oryginalnie zbudowaną. Cechuje go dość długa grań szczytowa, której kulminacją jest główny wierzchołek znajdujący się w części północno-zachodniej.

## Historia
Pierwsze wejścia turystyczne:
- Karol Englisch i Johann Hunsdorfer (senior), 20 sierpnia 1901 r. – letnie,
- Jadwiga Pierzchalanka i Jerzy Pierzchała, 8 kwietnia 1937 r. – zimowe.